# Halecium
Halecium är ett släkte av nässeldjur som beskrevs av Lorenz Oken 1815. Halecium ingår i familjen Haleciidae.

## Bildgalleri

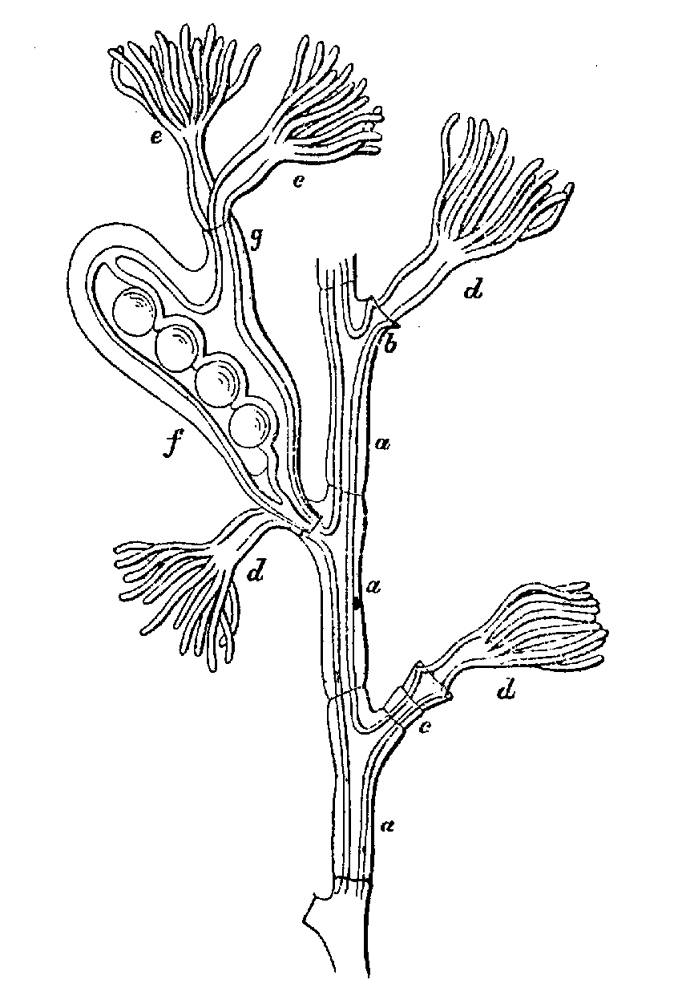

## Dottertaxa tillHalecium, i alfabetisk ordning[1][2]
- Halecium amphibolum
- Halecium annulatum
- Halecium antarcticum
- Halecium arcticum
- Halecium articulosum
- Halecium banyulense
- Halecium beanii
- Halecium bermudense
- Halecium birulai
- Halecium brashnikowi
- Halecium bruniensis
- Halecium capillare
- Halecium conicum
- Halecium corrugatissimum
- Halecium corrugatum
- Halecium crinis
- Halecium curvicaule
- Halecium cymiforme
- Halecium cymosum
- Halecium delicatulum
- Halecium densum
- Halecium dichotomum
- Halecium diminutivum
- Halecium dubium
- Halecium dufresnae
- Halecium dyssymetrum
- Halecium exiguum
- Halecium expansum
- Halecium fasciculatum
- Halecium filicula
- Halecium fjordlandicum
- Halecium flabellatum
- Halecium flexum
- Halecium fragile
- Halecium fraseri
- Halecium fruticosum
- Halecium galeatum
- Halecium groenlandicum
- Halecium halecinum
- Halecium halecium
- Halecium harrimani
- Halecium humile
- Halecium incertus
- Halecium inhacae
- Halecium insolens
- Halecium interpolatum
- Halecium jaederholmi
- Halecium kofoidi
- Halecium labiatum
- Halecium labrosum
- Halecium laeve
- Halecium lankesteri
- Halecium lenticulare
- Halecium lightbourni
- Halecium linkoi
- Halecium liouvillei
- Halecium lucium
- Halecium luteum
- Halecium macrocephalum
- Halecium magellanicum
- Halecium marsupiale
- Halecium mediterraneum
- Halecium minor
- Halecium minutum
- Halecium mirabile
- Halecium mirandus
- Halecium muricatum
- Halecium nanum
- Halecium nullinodum
- Halecium ochotense
- Halecium ornatum
- Halecium ovatum
- Halecium paucinodum
- Halecium pearsonenese
- Halecium perexiguum
- Halecium petrosum
- Halecium plicatocarpum
- Halecium plumosum
- Halecium profundum
- Halecium pusillum
- Halecium pygmaeum
- Halecium pyriforme
- Halecium ralpha
- Halecium reduplicatum
- Halecium reflexum
- Halecium regulare
- Halecium repens
- Halecium reversum
- Halecium robustum
- Halecium scalariformis
- Halecium schneideri
- Halecium scutum
- Halecium secundum
- Halecium sessile
- Halecium sibogae
- Halecium spatulum
- Halecium speciosum
- Halecium telescopicum
- Halecium tenellum
- Halecium tensum
- Halecium tenue
- Halecium textum
- Halecium tortum
- Halecium undulatum
- Halecium vagans
- Halecium vasiforme
- Halecium wilsoni